# Résistance au changement
 (novembre 2019).
La résistance (ou aversion) au changement ou immobilisme, consiste à désirer, et tenter d'obtenir par diverses formes de comportements d'opposition, le maintien du statu quo par procrastination.
L'immobilisme ne doit pas être confondu avec le conservatisme, qui consiste à adapter l'environnement au changement pour qu'il continue à correspondre à nos attentes seulement lorsque c'est nécessaire et non pas par anticipation comme c'est le cas pour le progressisme.

## Domaines où ce phénomène est répandu
- Informatique : la résistance au changement est particulièrement fréquente dans ce domaine, que ce soit lors d'un changement de process, de logiciel, d'interface homme-machine... Une solution pour éviter la résistance est d'en parler aux personnes concernées avant de bouleverser les façons de faire[1].
- Finance : il conduit par exemple à l'aversion à la dépossession de la part des détenteurs d'actifs financiers, immobiliers[réf. nécessaire].

## Biais conservateur et psychologie du travail
La résistance au changement est particulièrement étudiée en psychologie du travail.
L'une des approches en psychologie clinique du travail considère le phénomène des résistances au changement comme le symptôme du besoin de chaque sujet de se voir reconnu par les autres comme apportant une contribution efficace au monde (et aussi une belle contribution, dans le sens d'une belle façon de travailler)[réf. nécessaire]. Pour cela, encore faut-il disposer d'un référentiel commun permettant à chacun de porter un jugement sur le travail des autres. La tradition permet alors au sujet de se voir reconnu comme travaillant bien et utilement, ce qui lui permet de se sentir exister (confirmation de son identité). Ce regard des autres fonde également la possibilité des sujets de coopérer, ce qui ne pourrait être fait si le sens des conduites des uns échappait aux autres.
Ainsi, les résistances au changement traduisent ce besoin de repères, que l'importation rapide d'une nouvelle façon de travailler, non comprise par les sujets, risque de brouiller. D'où les questionnements suivants, si une nouvelle technique n'est pas comprise : a-t-elle été peu / pas expliquée ? prend-elle vraiment en compte le réel de l'activité des sujets ? Les sujets ont-ils été associés à sa conception ? Leur a-t-on permis de s'approprier le futur changement et de construire leurs nouveaux repères autour (quitte à ce que le changement final soit altéré par rapport au projet initial, pour prendre en compte les besoins des travailleurs)[réf. nécessaire]?